# Arcteobia spinelytris
Arcteobia spinelytris är en ringmaskart som beskrevs av Uschakov in Annenkova 1937. Arcteobia spinelytris ingår i släktet Arcteobia och familjen Polynoidae. Inga underarter finns listade i Catalogue of Life.